# 北京市第三十五中学
39°54′34″N 116°21′53″E / 39.9095412°N 116.3646772°E
北京市第三十五中学是北京市西城区的一所中学，始建于1923年。原名志成中学，1949年改名为新生中学，1952年定为北京市第三十五中学，现为北京市示范中学。

## 历史

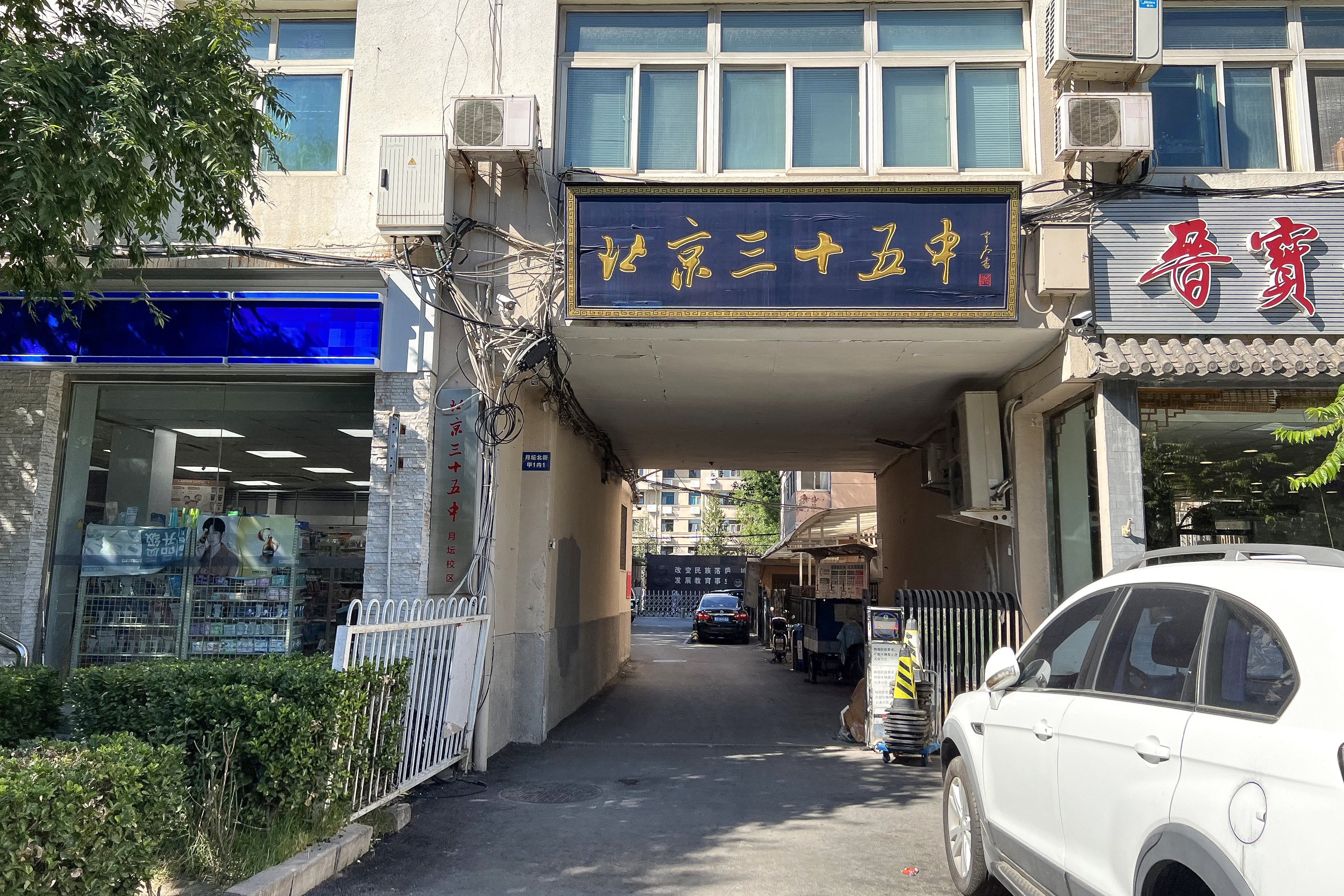
三十五中月坛校区（原112中）

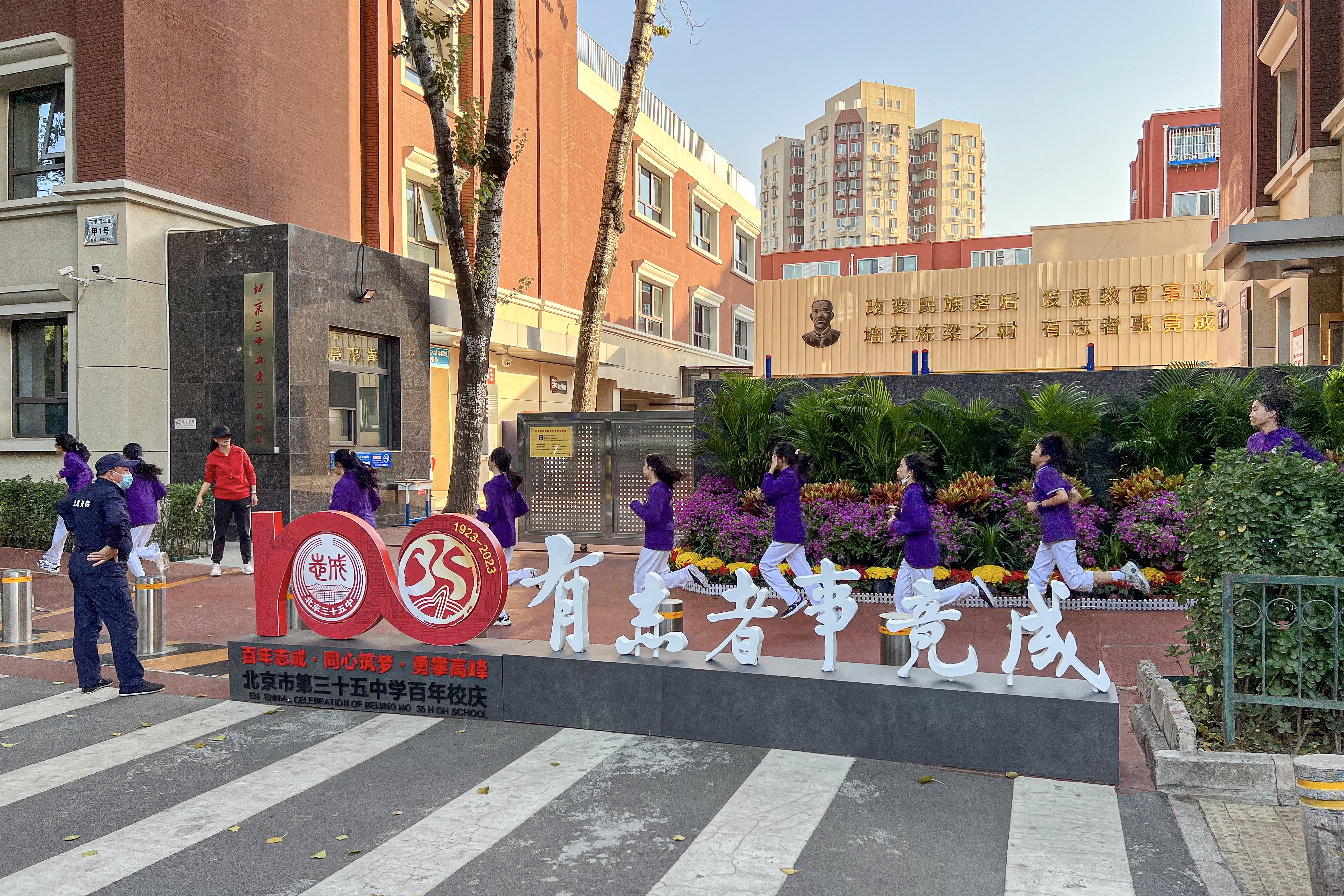
三十五中三里河校区

北京三十五中的前身，北平私立志成中学，创办于1923年。董事李大钊、邓萃英等人在建校伊始提出了办学宗旨，校名即是取“改变民族落后，发展教育事业，培养栋梁之才，有志者事竟成”其中末句而得。当时志成中学采取男女分校制，男校在二龙坑内小口袋胡同，是原清末官办蚕业讲习所旧址；女校在丰盛胡同。学校首届董事长为邓萃英，校长为吴鉴。该校在1930年代时，在校学生总人数曾达到2700多人，在当时属于规模较大的学校。
2001年6月19日，位于月坛北街的北京市第一一二中学并入三十五中，该校址成为三十五中初中部。
2014年，北京三十五中高中部从小口袋胡同19号的老校址迁往赵登禹路的新校址。新校址南到前公用胡同、北到西直门内大街、西到赵登禹路、东与西城少年宫相邻，占地面积4.6万平方米。新校址西南部建有一座占地面积2000平方米的音乐厅。鲁迅、周作人兄弟的旧居八道湾胡同11号院也被纳入新校址，经过修缮，挂牌“周氏兄弟旧居”，成为北京三十五中高中部图书馆的一部分，用于学生阅览室。该旧居作为“鲁迅家族旧居”被列为西城区普查登记文物。小口袋胡同老校址的“遵义楼”也在新校址中异地复建，命名为“志成楼”，作为校史馆使用。
2022年9月，位于阜外医院第二住院部原址的三十五中三里河校区启用。

## 荣誉
- 北京市示范高中
- 北京市对外开放学校。
- 北京市先进篮球传统学校。篮球为学校传统体育项目，初高中男女篮球队在市区各种比赛中均成绩优异。1997年获此荣誉。
- 北京市科技活动示范学校。学校（尤其是初中部）鼓励学生在科技方面进行创新，1997年获此名号。
- 金帆民族乐团，成立于1988年，北京市学生乐团中规模最大、编制最全的民乐团。北京市比赛屡获冠军[4]。

## 轶闻
- 2009年9月4日上午，时中国国务院总理温家宝到三十五中初中部旁听并视察教学工作[5]。温发现中国地图出版社的地理教科书有误，将通常被视为中国西北地区的陕西、甘肃二省划入华北地区[6]。

## 六校联盟
北京三十五中现为中国高中六校联盟成员学校。

## 著名校友
- 宋平，中共元老
- 王光英，原全国人大常委会副委员长
- 王光美，中共元老刘少奇之妻
- 王光复，中华民国空军王牌飞行员
- 王岐山，原中国国家副主席
- 陶西平，著名教育家，原北京市人大常委会副主任
- 李锡铭，原全国人大常委会副委员长
- 王丹一，中央党校原副校长，马克思主义哲学家艾思奇之妻
- 尹蔚民，原人力资源和社会保障部部长
- 项华，原最高人民法院人事厅厅长
- 邓稼先，著名核物理学家
- 赵祖武，著名固体力学家
- 贾福海，著名工程地质学家
- 王冶秋，著名博物馆学家，原中国国家文物局局长
- 娄师白，著名画家
- 潘絜兹，著名画家
- 姜泗长，著名耳鼻咽喉科专家
- 邓昌黎，著名高能物理学家
- 邓昌国，著名音乐教育家，国立台湾艺术大学前校长
- 万宗尧，著名水利工程专家
- 董玉琛，作物种质资源学家，中国工程院农业学部院士
- 徐芝纶，中国力学与水利专家
- 陆士嘉，流体力学家，两院院士张维之妻
- 滕文骥，著名导演
- 狄辛，北京人民艺术剧院演员，著名艺术家蓝天野之妻
- 马季，著名相声表演家
- 张伐，中国表演艺术家
- 于鼎，中国第一代配音演员
- 单霁翔，故宫博物院前院长
- 吴承业，华侨大学前校长
- 吴富恒，山东大学前校长
- 赵凤岐，贵州大学前校长
- 李季伦，中国微生物学家
- 黄方毅，中国教育家
- 林潮，美国天文学家
- 董行佶，中国表演艺术家
- 王旭，2004年雅典奥运会摔跤冠军
- 任志强，北京市华远地产股份有限公司董事长兼总经理
- 丁健，金沙江创业投资董事总经理
- 黄志源，印度尼西亚金光集团董事长